# Paralia Katerini
Paralia (görögül: Παραλία) ismert és népszerű üdülőfalu Észak-Görögországban, a Közép-Makedónia régióban, Pieria tartomány keleti partján.

## Elhelyezkedése
A falu az Égei-tenger Thermai-öblének nyugati partján (Olümposzi Riviéra vagy partvidék), a Pieriai síkságon az Olümposz (Olympos) hegy közelében fekszik. 70 km-re található Thessalonikitől, Görögország 2. legnagyobb városától, 24 km-re az Olümposztól (Litochoro) és mintegy 7 km-re Katerinitől. 2011 óta közigazgatásilag Katerinihez tartozik.

## Az üdülőfalu
Paralia fiatalos, nyüzsgő üdülőfalu, lüktető éjszakai életével, számos szórakozási lehetőségével, bárjaival, klubjaival, hagyományos görög konyhát felvonultató tavernáival, számos apró üzletével. A hosszú homokos, fokozatosan, lassan mélyülő tengerpartja mind a kisgyermekes családoknak, mind a fiataloknak, mind az idősebbeknek remek kikapcsolódást ígér. A vízisport lehetőségek széles palettája az aktív kikapcsolódást keresők részére nyújt felüdülést. Az egykori kis halászfaluból mára a riviéra egyik jelentős települése lett, fejlődése az 1980-as években kezdődött és máig tart.

## Nevezetességei
Legfőbb nevezetessége az 1993-ban St. Paraskevi (Görögül: Αγία Παρασκευή) tiszteletére emelt ortodox keresztény Agia Fotini templom.

## Közlekedés
A régió nemzetközi repülőtere Thessalonikiben van. A Görögország fővárosát, Athént Thessalonikivel és Macedóniával (Macedón Köztársaság, Evzoninál) összekötő A1. autópálya (Görögül: Αυτοκινητόδρομος 1) és a Piraeus–Platy vasútvonal halad el Paralia közelében. A legközelebbi vasútállomás Kateriniben található. Kis – elsősorban halászhajókat fogadó – kikötővel rendelkezik. A faluból rendszeres buszjáratok indulnak Katerinibe, csatlakozással a helyi és távolsági buszjáratokhoz. A településen ezen kívül számos helyen nyílik robogó és autó bérlésére lehetőség. 

## Érdekesség
A paralia szó önmagában tengerpartot jelent magyarul; Görögországnak sok száz Paraliája van. Ennek az üdülőfalunak a helyes elnevezése Paralia Katerini (Katerini tengerpartja), a magyar utazók körében azonban egyszerűsítve csak Paraliaként terjedt el.[forrás?]

## Fordítás
- Ez a szócikk részben vagy egészben  a   Paralia,_Pieria című angol Wikipédia-szócikk fordításán alapul.  Az eredeti cikk szerkesztőit annak laptörténete sorolja fel. Ez a jelzés csupán a megfogalmazás eredetét és a szerzői jogokat jelzi, nem szolgál a cikkben szereplő információk forrásmegjelöléseként.
- Ez a szócikk részben vagy egészben  a   Motorway_1_(Greece) című angol Wikipédia-szócikk fordításán alapul.  Az eredeti cikk szerkesztőit annak laptörténete sorolja fel. Ez a jelzés csupán a megfogalmazás eredetét és a szerzői jogokat jelzi, nem szolgál a cikkben szereplő információk forrásmegjelöléseként.
- Ez a szócikk részben vagy egészben  a   Katerini című angol Wikipédia-szócikk fordításán alapul.  Az eredeti cikk szerkesztőit annak laptörténete sorolja fel. Ez a jelzés csupán a megfogalmazás eredetét és a szerzői jogokat jelzi, nem szolgál a cikkben szereplő információk forrásmegjelöléseként.